# Нєкрасов (Гомельська область)
Нєкрасов (біл. Някрасаў) — селище в Шарпиловській сільській раді Гомельського району Гомельської області Республіки Білорусь.

## Географія

### Розташування
На півдні, півночі та заході межує з лісом. За 31 км на південь від Гомеля.

## Гідрографія
На сході заплава річки Сож.

## Транспортна мережа
Транспортні зв'язки степовою, потім автомобільною дорогою Нова Гута — Гомель. Планування складається з короткої прямолінійної, майже меридіональної вулиці. Забудований дерев'яними будинками садибного типу.

## Історія
Заснований на початку 1920-х років переселенцями із сусідніх сіл. У 1926 році в Шарпиловській сільраді Дятловицького району Гомельського округу. 1932 року жителі вступили до колгоспу. У 1939-40 роках до селища переселилася частина жителів селища Білий Берег (з 1941 року не існує). У 1959 році у складі радгоспу «Межиріччя» (центр — село Шарпиловка).

## Населення

### Чисельність
- 2009 — 11 мешканців.